# Stróża (Wrocław)
Pour les articles homonymes, voir Stróża.
Stróża est une localité polonaise de la gmina de Mietków, située dans le powiat de Wrocław en voïvodie de Basse-Silésie.

## Histoire
De 1816 à 1945, Nieder Struse fait partie de l'arrondissement de Neumarkt jusqu'en 1932 puis de l'arrondissement de Breslau dans le district de Breslau dans la province de Silésie.

## Personnalités liées à la ville
- Helmuth von Ziemietzky (1824-1899), général.